# Albingshausen
Albingshausen ist ein Ortsteil von Heldburg im Landkreis Hildburghausen in Thüringen.

## Lage
Albingshausen liegt im Heldburger Land und 25 Kilometer von Hildburghausen entfernt. Es befindet sich mit seiner Gemarkung teilweise an der thüringisch-bayerischen Landesgrenze. Verkehrsmäßig ist der Ortsteil über die Landesstraße 2640 zu erreichen.

## Geschichte
Die bisher früheste urkundliche Erwähnung des Ortes fand am 7. Dezember 1230 statt.
Im 16. Jahrhundert war der Ort vorübergehend verlassen worden, also wüst. Die Bewohner zogen nach Rieth. 1720 bauten die Menschen ihr Dorf am Selbach etwas entfernt vom ehemaligen Ort wieder auf. Seitdem werden die Häuser und Gebäude besonders gepflegt und sind nun denkmalgeschützt.
1899 erlegte ein Jäger in der Flur des Dorfes den letzten Wolf Thüringens.
2012 lebten im Ort 125 Personen.
Die Kirchgemeinde pfarrt mit dem Nachbarort Rieth.